# 15083 Tianhuili
A 15083 Tianhuili (ideiglenes jelöléssel 1999 CJ34) a Naprendszer kisbolygóövében található aszteroida. A LINEAR projekt keretében fedezték fel 1999. február 10-én.